# إديث كوان
إديث ديركسي كوان (بالإنجليزية: Edith Dircksey Cowan)‏ ‏رتبة الإمبراطورية البريطانية ‏(2 أغسطس 1861  – 9 يونيو 1932) مصلحة اجتماعية أسترالية، عملت من أجل حقوق ورفاهية النساء والأطفال. ومن المعروف أنها أول امرأة أسترالية تعمل كعضو في البرلمان. ظهرت كوان على الجزء الخلفي من ورقة أستراليا فئة 50 دولارًا منذ عام 1995.
وُلدت كوان في جيرالدتون، أستراليا الغربية. كانت حفيدة اثنين من المستوطنين الأوائل في المستعمرة، توماس براون وجون ويتنوم. توفت والدة كوان عندما كانت في السابعة من عمرها، وتم إرسالها فيما بعد إلى مدرسة داخلية في برث. في سن الرابعة عشرة، أُعدم والدها كينيث براون بتهمة قتل زوجة أبيها، جاعلاً منها يتيمة. عاشت بعد ذلك مع جدتها في غيلدفورد، غرب أستراليا حتى زواجها في سن 18.
في عام 1894، كانت كوان واحدة من مؤسسي نادي كراكاتا، وهو أول ناد اجتماعي نسائي في أستراليا. أصبحت بارزة في حركة الاقتراع النسائية، التي شهدت منح النساء في أستراليا الغربية حق التصويت في عام 1899. كانت كوان أيضًا من المدافعين الرائدين عن التعليم العام وحقوق الأطفال (خاصة أولئك الذين ولدوا لأمهات عازبات). كانت واحدة من أولى النساء اللواتي عملن في مجلس محلي للتعليم، وفي عام 1906 ساعدت في تأسيس جمعية حماية الأطفال، التي أثمرت ضغوطها إلى إنشاء محكمة للأطفال في العام التالي. كانت كوان أحد مؤسسي نقابة خدمة النساء في عام 1909، وفي عام 1911 ساعدت في إنشاء فرع تابع للمجلس الوطني للمرأة.
وكانت شخصية رئيسية في إنشاء مستشفى الملك إدوارد التذكاري للنساء، وأصبحت عضوًا في مجلسها الاستشاري عندما افتتح في عام 1916. وفي عام 1915، أصبحت قاضية، وقاضية سلام في عام 1920. وفي عام 1921، انتخبت في الجمعية التشريعية لأستراليا الغربية كعضو في الحزب القومي، لتصبح أول امرأة برلمانية في أستراليا. هُزمت بعد فترة واحدة فقط، لكنها حافظت على مكانة عالية خلال فترة ولايتها.

## حياة سابقة

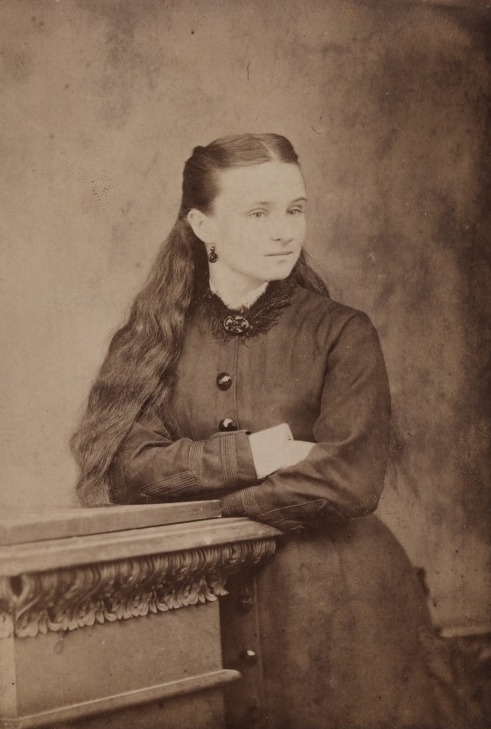
كوان في سن المراهقة، 1876

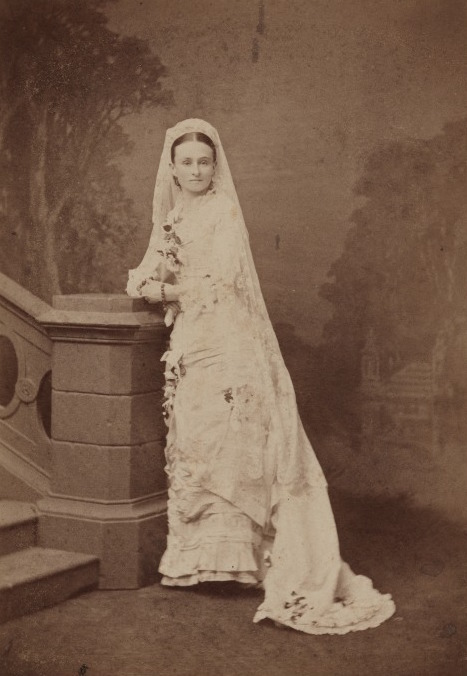
كوان في فستان زفافها

وُلدت كوان في 2 أغسطس 1861 في جلينجاري، بالقرب من جيرالدتون، أستراليا الغربية. كانت الطفلة الثانية لكينيث براون، ابن مستوطني نيويورك الأوائل توماس وإليزا براون، وزوجته الأولى ماري إليزا ديركسي ويتنوم، وهي معلمة وابنة القسيس الاستعماري، جي بي ويتنوم. توفت والدة إديث أثناء الولادة عام 1868 وكانت إديث تبلغ من العمر سبعة أعوام فقط.
بعد وفاة والدها، غادرت مدرستها الداخلية في برث وانتقلت إلى غيلدفورد للعيش مع جدتها. هناك، حضرت تعليم كانون سويتنج، المدير السابق لمدرسة الأسقف هيل التي قامت بتدريس عدد من الرجال البارزين بما في ذلك جون فورست وسبتيموس بيرت. وفقا لكاتب سيرتها الذاتية، تركت تعليم سويتنج براون مع «قناعة مدى الحياة بقيمة التعليم، والاهتمام بالكتب والقراءة».

## العمل المجتمعي

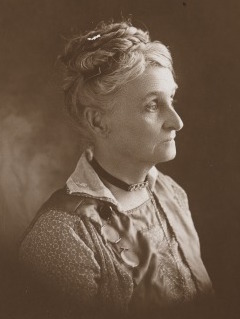
كوان في عام 1921، وهو العام الذي انتخبت فيه للبرلمان

انخرطت كوان في القضايا الاجتماعية والمظالم في النظام القانوني، وخاصة فيما يتعلق بالنساء والأطفال. في عام 1894، ساعدت في تأسيس نادي كاراكاتا، وهي مجموعة قامت فيها النساء «بتعليم أنفسهن لنوع الحياة التي يعتقدن أنهن يجب أن يقدرنها». مع مرور الوقت، أصبحت رئيسة النادي وعضو الحياة والوصي. انخرط نادي كاراكاتا في حملة حق النساء في التصويت في أستراليا، وحصل بنجاح على حق النساء في التصويت عام 1899.
بعد نهاية القرن، وجهت عينيها إلى قضايا الرفاهية. وقالت إنها معنية بشكل خاص بصحة المرأة ورفاه الفئات المحرومة، مثل الأطفال المحرومين والبغايا. أصبحت نشطة للغاية في المنظمات النسائية ومنظمات الرفاهية، حيث عملت في العديد من اللجان، وكان بناء مستشفى الملك إدوارد التذكاري للنساء في برث في عام 1916 إلى حد كبير نتيجة لجهودها. ساعدت في تشكيل نقابات خدمة النساء في عام 1909، وكانت مؤسسًا مشاركًا للمجلس الوطني للمرأة في أستراليا الغربية، وعملت كرئيسة من عام 1913 إلى عام 1921 ونائبة للرئيس حتى وفاتها. كانت كوان أيضًا مندوبًا غربيًا أستراليًا في الجمعية الوطنية لمدة 19 عامًا.
وأعربت عن اعتقادها بأنه لا يجب محاكمة الأطفال كبالغين، وبناء على ذلك، أسست جمعية حماية الأطفال. وفي عام 1915، عُيّنت في مجلس القضاء الجديد واستمرت في هذا المنصب لمدة ثمانية عشر عامًا. وفي عام 1920، أصبحت واحدة من أولى قاضيات السلام. وسار ابن أخيها ديفيد مالكوم على خطاها، من خلال توليه منصب رئيس القضاة في المحكمة العليا في أستراليا الغربية في عام 1988.
خلال الحرب العالمية الأولى، جمعت الطعام والملابس للجنود في الجبهة ونسقت الجهود لرعاية الجنود العائدين. أصبحت رئيسة للجنة الاستئناف للصليب الأحمر وحصلت على مكافأة عندما عُيّنت عام 1920 ضابطة في رتبة الإمبراطورية البريطانية(OBE).
في سنواتها الأخيرة، كانت مندوبة أسترالية في المؤتمر الدولي للمرأة لعام 1925 الذي عقد في الولايات المتحدة. ساعدت في تأسيس الجمعية التاريخية الملكية الأسترالية الغربية في عام 1926 وساعدت في التخطيط للاحتفالات المئوية لأستراليا الغربية عام 1929. وعلى الرغم من انخراطها في القضايا الاجتماعية، إلا أن المرض أجبرها على الانسحاب إلى حد ما من الحياة العامة في السنوات اللاحقة.

### نشاطها الاجتماعي
إلى جانب كونها عضوًا في البرلمان، شغلت كوان مناصب في العديد من المجالس في أستراليا الغربية، في عام 1929 خلال الذكرى المئوية نشرت أستراليا الغربية قائمة بنشاطاتها؛
- مجلس مستشفى برث
- المجلس الاستشاري لمستشفى الملك إدوارد للأمومة
- رئيس مستشفى برث الصليب الأحمر المساعد
- رئيس لجنة التمريض العسكرية الرئيسية
- رئيس لجنة المسابقة والمعالم السياحية -- الجمعية التاريخية WA
- نائب رئيس اتحاد دول غرب أستراليا
- لجنة شعبة الصليب الأحمر
- جمعية حماية الطفل
- جمعية تخطيط المدن
- جمعية ربات البيوت
- جمعية صحة الرضع
- الجمعية التاريخية WA
- الحزب الوطني التنفيذي
- حاكم مدرسة كنيسة سانت ماري
- السينودس العام والمؤقت لكنيسة إنجلترا
- جمعية التمريض بوش
- لجنة الذكرى المئوية
- المرأة الهجرة مساعدة
- مجلس المرشدات
- نادي كراكاتا
- المجلس الوطني للمرأة في أستراليا الغربية

## السياسة

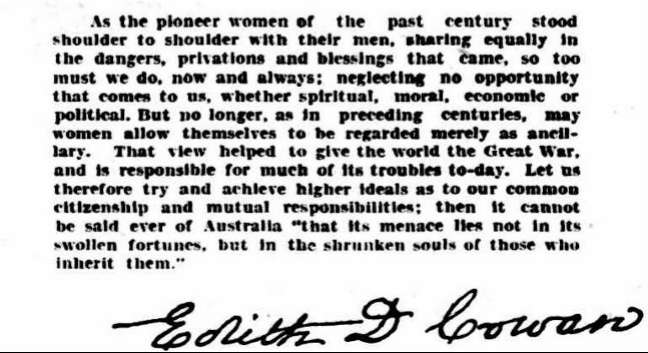
اقتباس لتوقيع إديث كوان

في عام 1921، أقرت أستراليا الغربية تشريعات تسمح للنساء بالترشح للبرلمان. في سن 59، وقفت كمرشحة قومية لمقعد الجمعية التشريعية في ويست برث لأنها شعرت أن القضايا المحلية والاجتماعية لا تحظى باهتمام كاف. وفازت بانتصار مفاجئ، وهزمت المدعي العام توماس درابر، الذي قدم التشريع الذي مكنها من الوقوف. كانت كوان أول امرأة تُنتخب في البرلمان الأسترالي. قامت بحملة من أجل حقوق المرأة في البرلمان، ودفعت من خلال التشريع الذي يسمح للنساء بالمشاركة في مهنة المحاماة. نجحت في وضع الأمهات في وضع متساوٍ مع الآباء عندما يموت أطفالهم دون أن يكون لديهم إرادة وكانت واحدة من أول من روج للتربية الجنسية في المدارس. ومع ذلك، فقدت مقعدها في انتخابات عام 1924 وفشلت في استعادتها في عام 1927.

## الحياة الشخصية

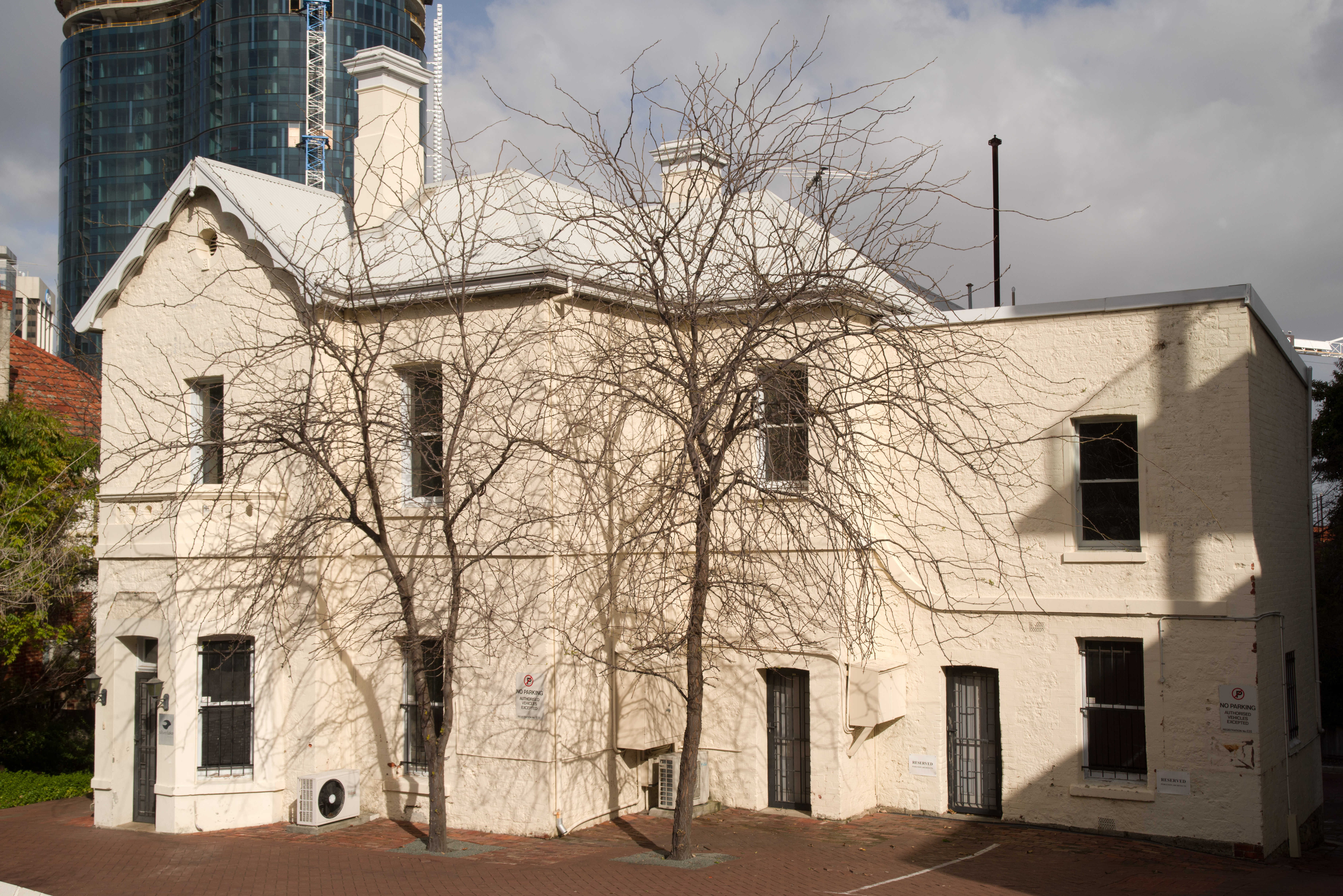
سكن كاوان من 1883-1896 ثم مرة أخرى من 1912-1919،أُضيفَ إلى سجل الدولة الخاص بالخصائص التراثية في عام 2016

في 12 نوفمبر 1879، في سن 18، تزوجت إيديث من جيمس كوان، ثم مسجل المحكمة العليا. عاشوا في سكوتستون، 71 شارع مالكولم، غرب برث معظم حياتهم، وأيضًا كان لهم أحد المنازل الأولى في أفونمور تيراس، كوتسلوي، حيث عاشوا من عام 1896 إلى عام 1912. تزوجت كوان في كاتدرائية سانت جورج في برث، وكانت واحدة من أوائل النساء اللواتي انتخبن في المجمع الأنغليكاني في عام 1916.
توفيت بعد فترة طويلة من معاناتها مع المرض في مستشفى أفرو، سوبياكو في 9 يونيو 1932، عن عمر 70. بعد خدمة قصيرة في كنيسة سانت ماري، غرب برث، وأقيمت جنازة عامة كبيرة في مقبرة كاراكاتا حيث دفنت.

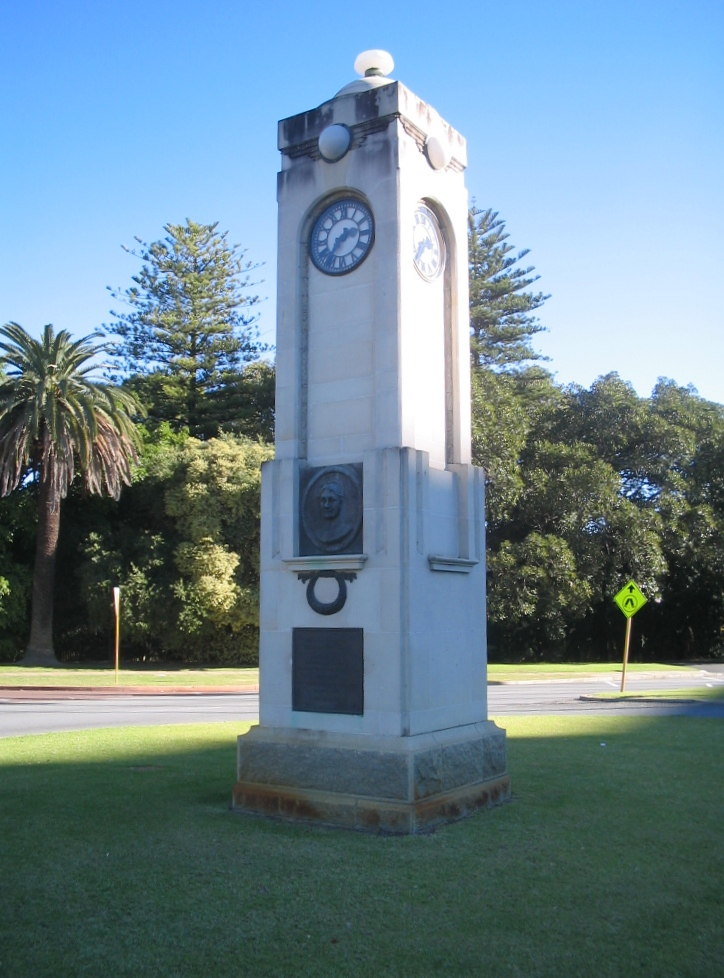
نصب إديث ديركسي كوان التذكاري، المعروف سابقًا باسم ساعة إديث كوان التذكارية

بعد عامين من وفاتها، كُشف عن ساعة إديث كوان التذكارية عند مدخل منتزه ملوك برث. ويعتقد أنه أول نصب تذكاري مدني لامرأة أسترالية، وقد بُنيَ في مواجهة المعارضة المستمرة التي وصفت بأنها «ممثلة للتحيز الجنساني الذي كان يعمل في ذلك الوقت».
ظهرت صورتها على طابع بريدي أسترالي في عام 1975، كجزء من سلسلة «النساء الأستراليات» المكونة من ستة أجزاء. خلال احتفالات الذكرى المئوية لطريق 1979، ووضعت لوحة في شارع Georges Terrace على شرفها.
في عام 1984، أُنشِئ القسم الفيدرالي من كوان وسُمّيَ باسمها، وفي يناير 1991، غُيّر اسم الكلية الغربية الأسترالية للتعليم المتقدم إلى جامعة إديث كوان(ECU).
كما تظهر صورتها على العملة الورقية الأسترالية فئة الخمسين دولارًا، وهي ورقة نقدية من البوليمر صدرت لأول مرة في أكتوبر 1995.
في عام 1991، اشترت جامعة إديث كوان المنزل الذي أقامت فيه إديث كوان وزوجها وعائلتها في 71 شارع مالكولم. أقاموا في المنزل منذ عام 1919 لمدة 20 عامًا تقريبًا. وأعيد بناء المنزل في حرم جامعة جوندالوب بالجامعة بمساعدة كلية الساحل الغربي في TAFE. افتتح المنزل الذي أعيد بناؤه في عام 1997 وهو مبنى رقم 20 في حرم جامعة جوندالوب بالجامعة ويستضيف حاليًا مركز بيتر كوان للكتاب.
أضيف اسم إديث كوان إلى قائمة الشرف الفيكتوري للنساء في عام 2001.

## روابط خارجية
- كوان، إديث ديركسي في موسوعة المرأة والقيادة في أستراليا في القرن العشرين
- سجل السيرة الذاتية لأعضاء برلمان أستراليا الغربية